# 서양주 나들목
서양주 나들목(W.Yangju IC)은 경기도 양주시 광적면 덕도리에 있는 수도권제2순환고속도로의 교차로이다. 

## 연혁
- 2017년 5월 16일: 나들목 신설을 위해 양주시 도시계획시설 교통광장에 광적면 덕도리 일원을 고시[1]
- 2024년 12월 19일: 수도권제2순환고속도로 법원 ~ 양주 구간 개통과 함께 통행 개시[2]

## 구조물 정보
전형적인 트럼펫 형태의 입체 교차로이다. 고속도로 본선과 연결된 진출입로는 삼일로에서 평면 교차한다.
- 위치: 경기도 양주시 광적면 덕도리

## 접속하는 도로
- 국가지원지방도 제39호선 (삼일로)